# Mount Southington Ski Area
Mount Southington Ski Area ist ein Wintersportgebiet in Plantsville, einem Ortsteil von Southington, Connecticut.

## Beschreibung
Das Skigebiet liegt an der Mount Vernon Road im Südwesten von Southington, an der Emerald Ridge, einem Höhenrücken des Southington Mountain, welcher sich von Nordosten nach Südwesten zieht und an dieser Stelle das Tal des Quinnipiac River begrenzt. Die Emerald Ridge steigt von 60 m über dem Meer auf bis zu 168 m (⊙) an.
Die Lifte verlaufen in ost-westlicher Richtung den Berg hinauf und erreichen maximal 160 m Höhe. Es gibt sieben Lifte (hauptsächlich Sessellifte) und vierzehn Pisten mit insgesamt 20 ha und der längsten Piste mit 1,3 km. Saison ist von Dezember bis März.